# Celastrina himilcon
Celastrina himilcon är en fjärilsart som beskrevs av Hans Fruhstorfer 1909. Celastrina himilcon ingår i släktet Celastrina och familjen juvelvingar. Inga underarter finns listade i Catalogue of Life.